# قائمة فحص
قائمة الفحص (مرادفات) هي وسيلة مساعدة في مجال الأعمال والإدارة تكون على شكل نقاط أو أسئلة تحيط بكافة جوانب العملية أو الخطوة الإجرائية أو المرحلة ويجب أن تكون مستوفية بالشكل الكامل لجميع الشروط بالشكل الذي يهدف إلى التقليل من الاعتماد على الذاكرة البشرية ومن أجل التقليل من الأخطاء إلى الحد الأدنى. تستخدم قوائم الفحص من أجل التحقق من استيفاء كافة الخطوات التحضيرية قبل البدء بخطوات حرجة على السلامة، ويجب أن تنفذ بالكامل وبالترتيب الصحيح.
يمكن أن تكون قائمة الفحص على هيئة جدول أعمال والتي تستلزم القيام بالمهمات وفق جدول زمني محدد، ينضبط وفق خواص العملية، كما هو الحال في قوائم الفحص قبل إقلاع الطائرات. كما تستخدم قوائم الفحص في مجال الإدارة الصحية.